# L'Espy
François Bedeau, dit L'Espy, est un comédien français, né vers 1603, mort le 17 septembre 1663 à Cuillé. Comédien ordinaire du Roi. Il finit sa carrière dans la troupe de Molière.

## Biographie
Il était le frère cadet de Julien Bedeau, dit Jodelet. Il débuta avec lui comme pensionnaire ou apprenti dans la troupe de Fleury Jacob, puis à l'Hôtel de Bourgogne, passa au Théâtre du Marais dont il fut l'un des fondateurs et où il est monté sur scène pendant un quart de siècle.
Il entra le 13 avril 1659 dans la troupe de Molière. Il demeurait à Paris, rue Fromenteau.
Comme il aimait parfois le faire, Molière créa pour lui, en utilisant son second surnom, le personnage de Gorgibus, bon bourgeois de Paris dans Les Précieuses ridicules et dans Sganarelle. L'âge aidant sans doute (il avait 20 ans de plus que Molière, qui le lui fait remarquer dans L'École des maris), il tint plusieurs fois des rôles de raisonneur, notamment auprès d'Arnolphe de L'École des femmes.
Le 12 mars 1663, âgé de plus de 60 ans, il prit sa retraite et se retira à « Vigray, près d'Angers», qu'il avait acheté de son vivant à son frère (Vigré, commune de Cuillé dans la Mayenne), où il meurt après avoir abjuré le protestantisme.
La circonstance qui le fit chercher un lieu si retiré pour mourir, reste ignorée. On sait pourtant qu'il possédait avec son frère d'autres biens dans la même contrée. Il fait donation à Françoise Poisson « qu'il recognoist pour estre sa fille naturelle du lieu et closerie de la Fromagerie, située en la paroisse de Méral au pays d'Anjou, et dépendant de la terre de Vigrai qui lui appartient ainsi que des bestiaux et des semences qui se trouvent en ladit closerie ». 
Il est enterré le 17 septembre 1663 dans l'église de Cuillé.

## Quelques-uns de ses rôles
- Gorgibus, bon bourgeois, dans Les Précieuses ridicules le 18 novembre 1659 ;
- Gorgibus, bourgeois de Paris, dans Sganarelle le 28 mai 1660 ;
- Ariste dans L'École des maris le 24 juin 1661 ;
- Damis, tuteur d’Orphise, dans Les Fâcheux le 17 août 1661 ;
- Chrysalde, ami d’Arnolphe, dans L'École des femmes le 26 décembre 1662 ;

## Sources
- Henry Lyonnet, Dictionnaire des comédiens français, Bibliothèque de la revue Universelle Internationale Illustrée, Paris et Genève, 1902-1908
- Pierre Larousse Grand Dictionnaire Universel du XIXe siècle
- Théâtre complet de Molière, Le Livre de poche.